# Anne Capron
Anne Capron (París, 18 de febrero de 1969) es una deportista francesa que compitió en natación sincronizada. Ganó seis medallas en el Campeonato Europeo de Natación entre los años 1985 y 1991.

## Palmarés internacional
| Campeonato Europeo | Campeonato Europeo    | Campeonato Europeo | Campeonato Europeo |
| Año                | Lugar                 | Medalla            | Prueba             |
| ------------------ | --------------------- | ------------------ | ------------------ |
| 1985               | Sofía (Bulgaria)      | Medalla de oro     | Equipo             |
| 1987               | Estrasburgo (Francia) | Medalla de oro     | Equipo             |
| 1989               | Bonn (RFA)            | Medalla de oro     | Equipo             |
| 1991               | Atenas (Grecia)       | Medalla de plata   | Dúo                |
| 1991               | Atenas (Grecia)       | Medalla de plata   | Equipo             |
| 1991               | Atenas (Grecia)       | Medalla de bronce  | Solo               |